# Pełnatycze
Pełnatycze (daw. Pełniatycze) – wieś w Polsce położona w województwie podkarpackim, w powiecie przeworskim, w gminie Zarzecze. Leży w odległości 2 km na południowy wschód od siedziby gminy.
Miejscowość jest siedzibą rzymskokatolickiej parafii pw. Ofiarowania NMP należącej do dekanatu Pruchnik, w archidiecezji przemyskiej.
W latach 1975–1998 miejscowość administracyjnie należała do województwa przemyskiego.

## Części wsi
| SIMC    | Nazwa         | Rodzaj    |
| ------- | ------------- | --------- |
| 0613412 | Koło Kościoła | część wsi |
| 0613429 | Koło Młyna    | część wsi |
| 0613435 | Parcelacja    | część wsi |

## Zabytki
- Cerkiew greckokatolicka z 1798, przebudowana w 1900; po 1945 użytkowana jako kościół parafialny pw. Ofiarowania NMP. Obok kościoła znajduje się współczesna mu dzwonnica.
- Kaplica przydrożna z 1898

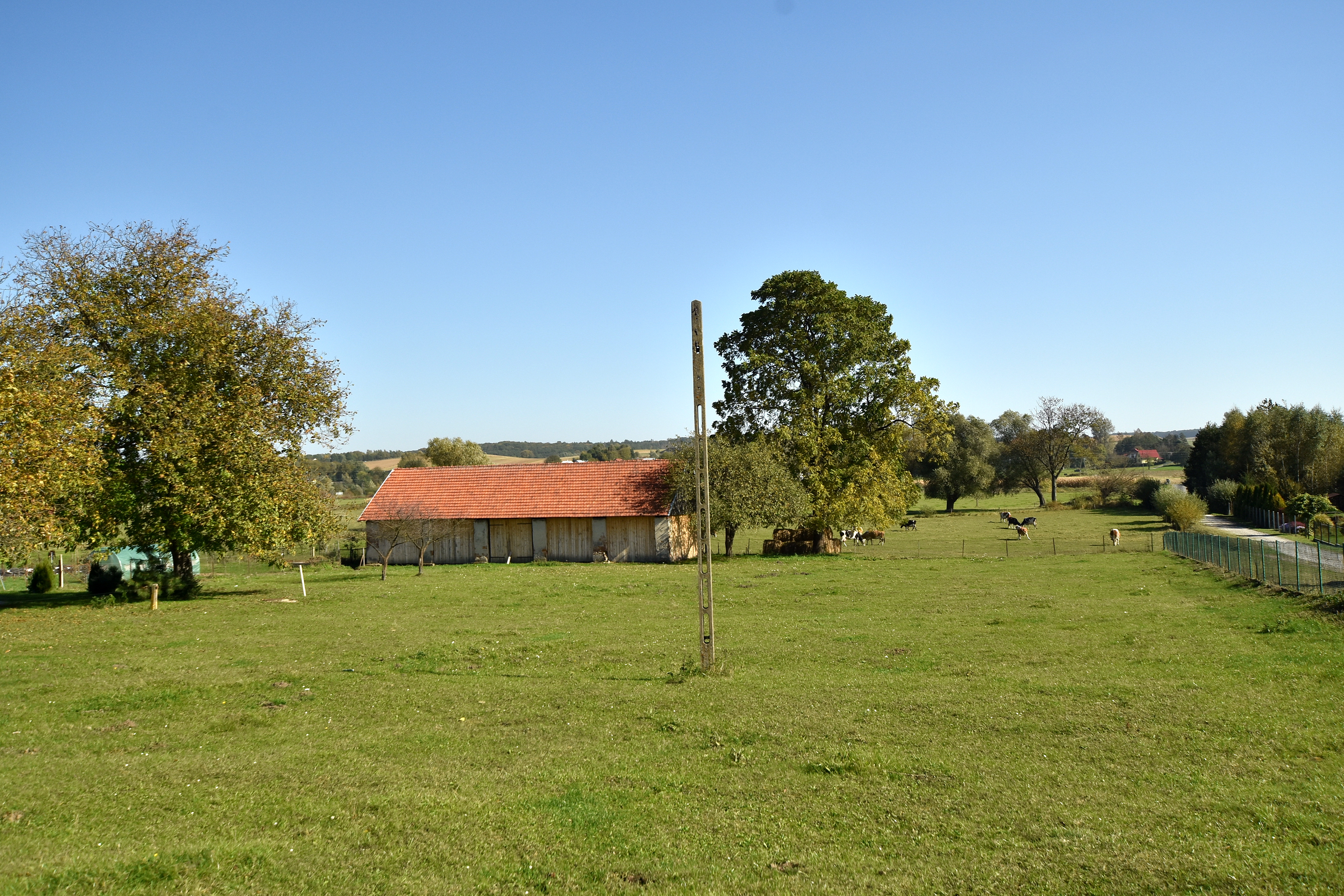
Krajobraz wsi
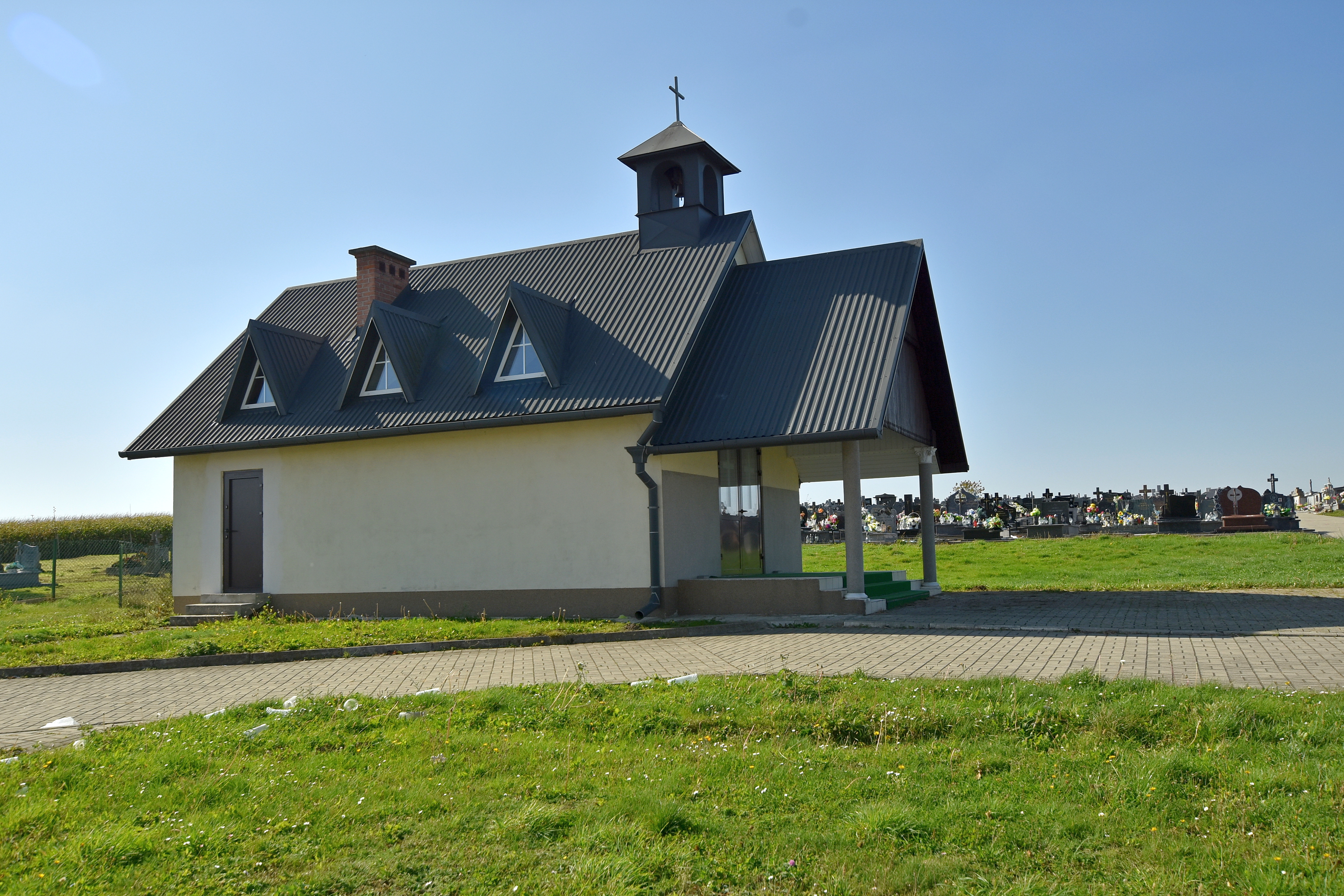
Kaplica cmentarna